# Pachamama
Pachamama [pačamáma] je izraz, ki izvira iz jezika quechua. Pacha se lahko prevaja kot “svet” ali “Zemlja”, medtem ko se mama prevaja enako, torej “mama”. Iz tega razloga je Pachamama za mnoge andske etnične skupine pomenila Mati Zemlje. Pachamama ali Mama Pacha je tudi ime boginje Inkov, ki jo predstavlja planet Zemlja in kateri so se v preteklosti prinašali darovi.

## Opis Pachamame
Božanstvo Pachamame (Mati Zemlje) predstavlja Zemljo, ampak ne zgolj iz geološkega vidika, niti z vidika narave; je skupek vsega tega. Ne nanaša se na točno določen kraj, ampak se osredotoča na nekatere kraje, kot recimo vrelci ali izviri. Narava je tista, ki je v nenehnem stiku s človekom, s katerim tudi komunicira preko različnih ritualov. 
Pachamama je zaščitnica človeka in mu pusti živeti, zahvaljujoč vsemu, kar ji ta prinaša: vodo, hrano itd. Človek jo mora zaradi tega paziti in ji plačevati davek. Pachamama ni božanstvo, ki bi ustvarjalo, ampak je zaščitnica in dobaviteljica; ljudem daje zavetje, omogoča jim dobro življenje in pozitivno vpliva na njihovo plodnost ter rodovitnost.  
V zameno za pomoč in zaščito, so ji ljudje dolžni podariti del imetja, ne samo na mestu, kjer se izvajajo rituali, temveč predvsem na vseh mestih, ki imajo kakršnokoli kulturno vrednost. Ima pa Mati Zemlje tudi negativne karakteristike: pogosto je lačna, in če se je z darovi ne nahrani, ali če jo slučajno kdo užali, potem boginja poskrbi za pojav bolezni in nesreče. 
Opisana je kot Indijka zelo kratke rasti, velike glave in velikih nog, ki nosi velik klobuk in ogromne natikače. Živi v hribih in pogosto jo spremlja zelo pogumen črni pes. Včasih nosi usnjene torbice polne zlata in srebra. Je ljubosumna, zlobna in maščevalna, toda če ji je nekdo všeč, ga obravnava drugače. Ko se razjezi, pošlje grmenje in nevihto. 
Včasih so v njeno čast žrtvovali živali, danes pa običajno zakopavajo cigarete, steklenice vina, liste koke in zlasti plod lame, saj so prepričani, da bodo s tem dovolj oplodili zemljo, da jim nikoli ne bo primanjkovalo žetve.  Njena prisotnost je zelo pomembna tudi takrat, ko pride do določenih bolezni ali v času potovanja, da na poti ne bi naleteli na nezaželene ovire. 
Pomaga tudi vsem vrstam obrtnikov pri opravljanju njihovih storitev. Posreduje pri vseh dejavnikih vzgoje. Pogoste se pojavi na podeželju, da prebivalce povpraša, kaj počnejo v hribih. Druge obišče v njihovih kočah, da se jim zahvali za skrb njene zemlje in za to, da niso pobili mladih vikunj, tj. živali, katere Pachamama ščiti na prav poseben način.

### Zgodovina njenega kulta
Pachamama in boginji Mallku in Amaru tvorijo trilogijo aimarskega dojemanja družba – narava. Njihovi kulti so najstarejše oblike praznovanj, ki jih ljudstvo Aymara opravlja še danes. 
Dandanes se ohranja sistem verovanj in ritualov, povezanih s Pachamamo. Ohranile so ga predvsem skupnosti Quechua in Aymara, ter druge etnične skupine pod vplivom teh skupnosti v andskih območjih Bolivije, Ekvadorja in Peruja, prav tako pa tudi na severu Čila in na severu Argentine. S pomočjo migrantov  je postala znana tudi v drugih krajih, saj se je razširila v številna velika mesta in sodobne metropole, kot na primer Buenos Aires. 

### Obred Pachamame
Ob začetku vsakega leta se sestane celotna vas, da bi prosili odpuščanja za svoje napake, hkrati pa obljubijo, da bodo pazili na naravo in kulturo, saj so ravno oni tisti, ki so za to zaslužni. Pachamama je tista, ki prejme njihove darove in posluša njihove molitve, zato poskuša oboje držati v ravnotežju. Prebivalci Mapucha verjamejo, da je življenje nekakšno ciklično stanje, kjer sobivata preteklost in sedanjost, in kjer začetek vsakega novega leta pomeni ponovno rojstvo. Zaradi tega je za njih začetek leta kot nov začetek in zato poskušajo ohraniti ravnotežje med prebivalci in naravo.
Vsakega 1. avgusta se ljudje iz Mapucha zberejo, da bi se Materi Zemlji zahvalili za njeno skrb za ljudi (da jim  za vse zagotavlja dovolj veliko količino hrane) in ob tem izvedejo versko dejanje, v katerem si očistijo dušo in se zavežejo, da se bodo obnašali kot pravi gosti te dežele, da bodo skrbno poskrbeli za svojo zemljo, da se bo tako življenjski cikel normalno razvijal naprej. V zameno za to, prosijo Pachamamo za dobro žetev in zaščito za vso prebivalstvo. 

## Karneval pokrajine Jujuy
Gre za priljubljeno praznovanje, ki poteka 40 dni pred Veliko nočjo na območju Quebrade de Humahuaca, v argentinski pokrajini Jujuy. 

### Praznovanje
Karneval so združili z domačimi obredi, namenjenimi praznovanju plodnosti in čaščenju božanstva matere Zemlje, Pachamame. Hvaležni so za vse darove, ki jih boginja zagotavlja. Praznovanje se začne v vsaki skupnosti z izkopavanjem hudiča, ki je tudi simbol tega praznovanja. Hudič je predstavljen kot lutka iz cunj, katero so zakopali  ob koncu zadnjega karnevala. Vse potlačene želje se ponovno sprostijo in zaživijo. Med praznovanjem je dovoljeno popiti kolikor je zaželeno, saj se ne rabijo ozirati na moralne zapovedi. Veliko je plesa in glasbe, ki jo izvajajo z domačimi instrumenti, kot so erkenchos (podobno rogu), piščali, charangos (kitari podoben instrument) in bobni.
Prebivalci so oblečeni v pisane kostume, zraven pa imajo zvonce in maske. Dva četrtka pred karnevalom se zberejo moški, da bi proslavili srečanje, en četrtek kasneje pa ženske, ki se zberejo, da si poročajo o vsem, kar se jim je zgodilo čez leto. V soboto, v času karnevala, se zberejo oboji in se skupaj veselijo. 
Praznovanje traja osem dni. S sončnim vzhodom se družba odzove na vabila, čez dan vsi plešejo po ulicah, zvečer pa se ples preseli v lokale. Konča se v nedeljo s pokopom hudiča, katerega zakopajo v luknjo, ki predstavlja usta Pachamame, skupaj s cigareti, koko in čičo. Nato skupaj okušajo tipične jedi, kot so empanade, jagnjetina in kozji sir, zraven pa pijejo še tipično pijačo. Meseca januarja in februarja je karneval glavni protagonist v Tilkari. V tem težko pričakovanjem obdobju se prašne in sive ulice Tilkare in sosednjih mest, kot na primer Maimará, spremenijo v zabavne in obarvane ulice, polne plesa in zabave.
Prepričanja in obredi služijo za to, da se prebivalstvo zabava. Vera se združi s popularnimi prepričanji in vse skupaj se zlije v veliko praznovanje, pri katerem sodeluje vso prebivalstvo, tako v centru mesta, kot tudi okoli njega. Ker to je tudi bistvo karnevala – veselje, zabava in seveda praznovanje, ki pride s poletjem in poletnim dežjem. Voda je hranilna in vredno se je zmočiti z njo, tudi ponoči, ko je hladneje. Voda predstavlja nekakšno obliko čiščenja, kot na primer blagoslov, ki ga dobimo s svetim krstom. 
Po vsej provinci Jujuy, še posebej v vaseh, ki jih varuje Quebrada de Humahuaca, so slavja pridobila bolivijske konotacije. Ena izmed njih je prisotnost hudiča, ki se po prepričanjih spušča iz hribov in se tako popolnoma zlije s prebivalci, da je težko vedeti, kdo je kdo. Predvsem pa je težko vedeti, kdo je ali ni hudičev. Barvni kostumi in maske, ki si jih prebivalci nadenejo, še lažje zakrijejo njihovo pravo identiteto. Ni več važno, kdo se skriva za masko, saj je hudič tisti, ki se polasti vseh teles in jih združi v hudičevem plesu. Prebivalci se osvobodijo hudiča, ko slečejo karnevalske kostume. 
Na severu Argentine se karneval praznuje do zadnjih dni v februarju. Konča se prvo nedeljo v marcu, po Pepelnici. Vendar to ni slovo, to je ritual, v katerem domačini skupaj s turisti prehodijo središče Tilkare in počasi zapuščajo različne točke v mestu, kamor so udeleženci obdarjeni z darovi, medtem ko se v času karnevala odmaknejo v gore, kjer karneval tudi pokopajo. 

### Pokop karnevala
Majhno lutko, ki predstavlja hudiča, zakopajo skupaj z drugimi predmeti. To so cigareti, listi koke, alkohol, kozji sir in drugo. Ti predmeti so posebej za ta obred ponujeni v znak spoštovanja hudiča. Karneval se ob značilni glasbi in plesu zakoplje vse do naslednjega leta. To se naredi v večernih urah in pred očmi le izbranih, saj večina prebivalstva ne sme poznati skrivnostnega kraja, izbranega za pokop hudiča, saj lahko le tako počiva v miru.
Oblečeni v hudiče kličejo Mamo Zemljo, pojejo, kričijo, plešejo, dajejo darila in na koncu jokajo, saj bodo do konca leta spet vstopili v to dolgočasno življenje, ki je njihova rutina. Šele z začetkom naslednjega leta se bodo ponovno zbrali tisti, ki so bili določeni za pokop hudiča ter tako nadaljevali praznovanje. 